# 世界社会正義の日
世界社会正義の日（せかいしゃかいせいぎのひ, 英語: World Day of Social Justice）は、雇用の確保、貧困削減、社会保障、文化的対話を含めた社会正義の必要性を啓発するための国際デーであり、毎年2月20日に実施される。国連総会が2007年11月26日に宣言し、1995年に開催された世界社会開発サミットの目的に沿って行動するよう加盟国に要請した。国連、アメリカ図書館協会（ALA）、国際労働機関（ILO）などの組織がこの日に社会正義の重要性をアピールしている。